# Piąty krok
Trwa dyskusja nad usunięciem tego artykułu, kliknij i weź w niej udział.
Piąty krok – opowiadanie Stephena Kinga. Zostało opublikowane po raz pierwszy w Harper's Magazine z marca 2020 roku. Utwór znalazł się w zbiorze Stephena Kinga z 2024 roku Im mroczniej, tym lepiej.

## Fabuła
Do Harolda Jamiesona, Pewnego poranka, gdy czytał New York Times na ławce w Central Parku, podszedł „Jack”, alkoholik, który próbował ukończyć dwunastostopniowy program Anonimowych Alkoholików. Jack osiągnął piąty krok – „wyznał Bogu, sobie i drugiemu człowiekowi dokładną naturę swoich błędów” – i na prośbę swojego sponsora podszedł do Jamiesona, nieznajomego, aby poprosić go o wysłuchanie jego wyznań. Po tym, jak Jamieson zgadza się słuchać, Jack wymienia swoje różne przewinienia, które obejmują walkę z innym uczniem w czwartej klasie bez powodu, kradzież alkoholu od matki, kupowanie alkoholu dla bezdomnego, oszustwo na Uniwersytecie Browna, przemyt kokainy przez kanadyjską granicę, okłamywanie swojego pracodawcy i okłamywanie swojej żony. Jamieson zaczyna się niepokoić, gdy Jack opisuje, że chciał pobić żonę po tym, jak pokłóciła się z nim o jego picie. Gdy Jack przygotowuje się do wyjścia, wyznaje Jamiesonowi, że zamordował swoją żonę, a następnie dźga Jamiesona między żebra kilofem do lodu. Gdy Jack zostawia Jamiesona – pozornie umierającego – na ławce, przyznaje, że lubi zabijać ludzi, opisując to jako „największe z moich błędów”, a następnie zostawia Jamiesona ze słowami „Będziesz w moich modlitwach dziś wieczorem”.